# Бретонские националистические движения во Второй мировой войне

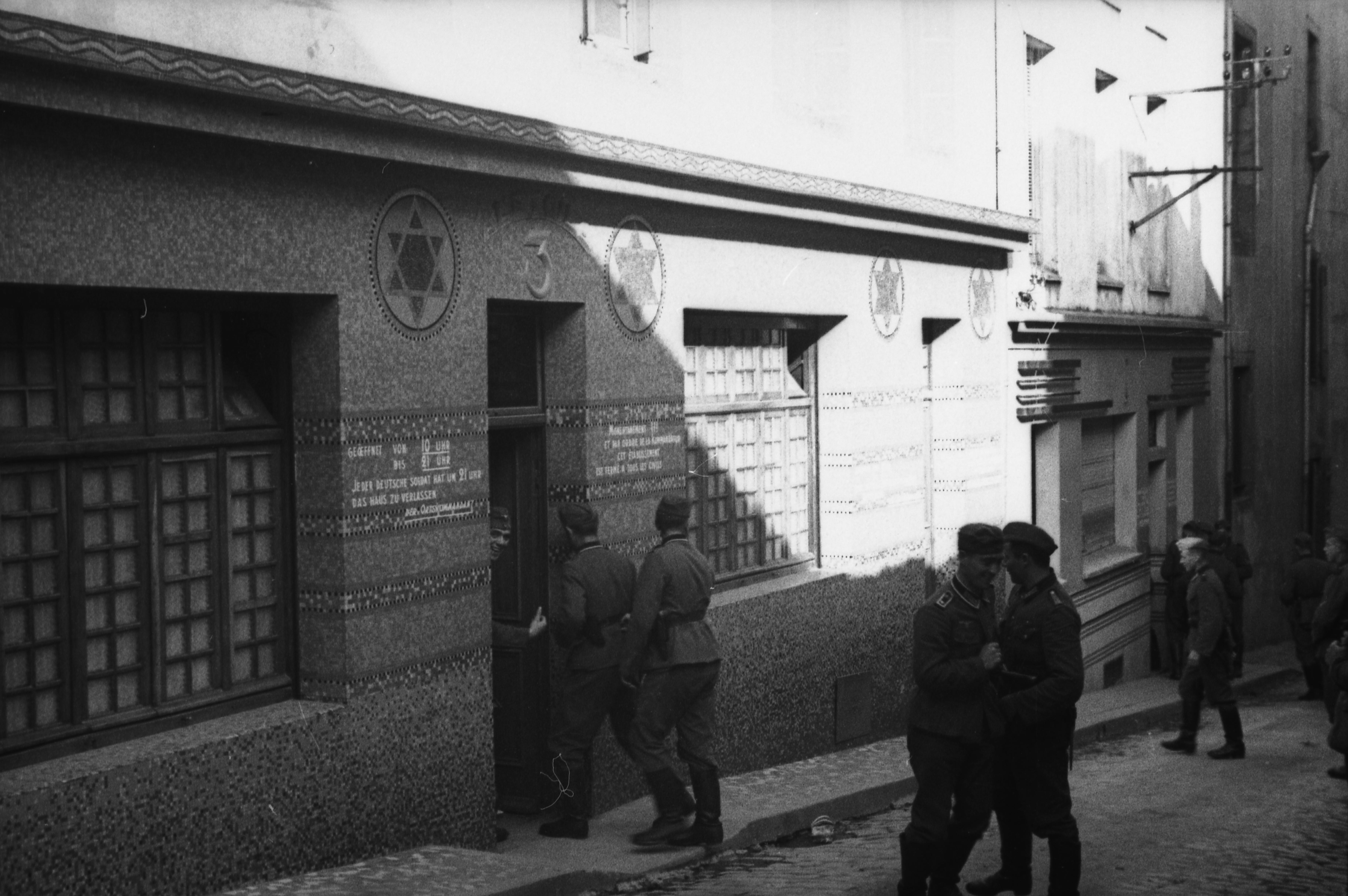
Немецкие солдаты в Бретани во время оккупации. 1940-й год.

Во время Второй мировой войны различные бретонские националистические движения в основном придерживались правой политической ориентации, а подчас и фашистской. Устремления бретонских националистов, а также масштабы их сотрудничества с нацистами являются предметами исторических споров.

## Предыстория
До периода нацистской оккупации Франции бретонские националисты придерживались регионалистских, федералистских и сепаратистских взглядов. Хотя эти фракции и существовали отдельно друг от друга, их объединяло равнодушное или даже откровенно враждебное отношение к идеалам демократии. Наиболее организованной из групп бретонских националистов была Бретонская национальная партия, придерживавшаяся сепаратистского курса и распущенная в 1939 году. Впрочем, она была быстро воссоздана уже осенью 1940 года, после прихода немцев, и стала самой активной политической партией в Бретани в период оккупации. Отколовшись в 1931 году от регионалистского движения, его основатели (Олиер Мордрель и Франсуа Дебове) вдохновлялись Ирландской революцией и разыгрывали националистическую карту. Когда разразилась война, Бретонская национальная партия выбрала позицию строгого нейтралитета. Настроения в партии были антидемократическими, ксенофобскими и антисемитскими. Бретонские националисты находились под влиянием немецкой расовой теории и в общим были близки ко всем разновидностям европейского фашизма. Во время войны Бретонская национальная партия полностью доминировала над другими ветвями бретонского движения, которые оказались дискредитированными.

## Сотрудничество с режимом Виши
15 декабря 1940 года Филиппу Петену была отправлена «петиция», подписанная 46 бретонцами с просьбой об «административной автономии» в пределах объединённой Франции. 22 января 1941 года правительство Виши назначило бретонца Эрве Бюде де Гебриана президентом Национальной комиссии по сельскохозяйственной кооперации. Ежедневный журнал La Bretagne был создан Яном Фуэре 21 марта 1941 года. Впрочем, он придерживался регионалистской точки зрения, в пику сепаратизму Бретонской национальной партии. Заметное количество бретонских националистов вошло в состав Консультативного комитета Бретани, созданного 11 октября 1942 года Жаном Кенеттом, префектом региона Бретань. Эта «организация образования и трудоустройства», согласно Ивоннигу Жикелю, не обладала какими-либо исполнительными или директивными полномочиями (что вызвало протест со стороны провинциального парламента, настроенного на развитие регионализма). Сами члены комитета, среди которых были такие представители Бретонской национальной партии, как Янн Фуэре, Жозеф Мартрей и другие, ― желали превратить этот консультативный комитет в полноценное законодательное собрание, способное заниматься решением региональных проблем.

## Сотрудничество с Германией

### Политика руководства Германии
По мнению Анри Фревиля и Кристиана Хамона, представляется возможным выделить три периода политики Германии в отношении бретонских националистов.
До 1939 года Германия пыталась предотвратить вступление Франции и Великобритании  в войну. В период странной войны немецкое руководство планировало оказать поддержку регионалистским движениям (особенно во Фландрии и Бретани), чтобы подорвать Францию, рассматривая это в качестве мести за Версальский мирный договор, а также имея ввиду перспективу того, чтобы Германия осталась единственной могущественной континентальной державой. Немцы осуществили некоторые поставки оружия сепаратистам, но те не успели его использовать. К концу июня и началу июля 1940 некоторые бретонские националисты уже предвкушали провозглашение независимости Бретани, однако вместо этого немцы назначили в Бретани военного губернатора.
После поражения Франции нацисты быстро достигли соглашение с французскими властями. Немцами были свернуты проекты по подрыву Франции и поддержка местных националистов (в частности, они официально запретили провозглашать бретонское государство или иным образом нарушать сложившийся общественный порядок). Более того, они даже формально не объявили об аннексии Эльзас-Лотарингии. После конференции в Монтуаре французские власти с националистическими движениями стали попросту мириться, а поддержка Германии заключалась лишь в том, что она помешала режиму Виши окончательно раздавить националистические движения.

#### Идеология
Бретонцы не считались нацистами недочеловеками, в отличие, например, от евреев и цыган. Мордрель, Лайне и некоторые другие кельтисты утверждали, что бретонцы являются «чистым» ветвью кельтской расы, сохранившей свои «нордические» качества, что соответствовало нацистской идеологии расы господ. Другие националисты, такие как Перро, заняли более консервативную позицию, вдохновлённую католицизмом и наследием вандейских контрреволюционеров.

#### Стратегическое обоснование
Главной целью немцев было уничтожение французского национального единства. Соответственно, их поддержку бретонских националистов следует рассматривать в этом более широком контексте. Другими действиями в этом направлении стали, например, разделение страны на оккупированную зону и зону Виши. Но бретонские националисты очень скоро осознали, что Германия на практике решила сделать ставку на своих друзей в правительстве Виши и поэтому от неё не стоит особенно ждать удовлетворения своих требований.
Нацистский учёный Рудольф Шлихтинг совершил поездку по региону и отправил своему начальству следующую заметку: «с расовой точки зрения не будет никакого сопротивления германизации бретонского населения. Очевидно, что мы не заинтересованы в продвижении бретонского национального самосознания после того, как завершится отделение Бретани [от Франции]. На продвижение бретонского языка не следует тратить ни шиллинга. Однако французский язык будет заменён немецким. Через одно поколение Бретань будет преимущественно (sic!) немецкой страной. Эта цель определенно достижима, если задействовать школы, власти, армию и прессу».

### Бретонская национальная партия
Видные члены Бретонской национальной партии, в том числе Морван Лебеск и Алан Хосафф, начали в той или иной степени сотрудничать с немцами. Они вдохновлялись примером Ирландии или даже идеалом независимой Бретани. Недавние исследования показали свидетельства тесных связей лидеров бретонских сепаратистов, таких как Селестин Лайне и Алан Луарн, с немецкой военной разведкой (Абвер) ещё задолго до войны, в 1920-е годы. После поражения Франции в 1940 году немцы использовали этих агентов в военных операциях или в репрессивных акциях против движения Сопротивления. В 1941 году от Бретонской национальной партии ненадолго откололась фракция, члены которой учредили «Бретонское национал-социалистическое рабочее движение» во главе с Теофилем Жёссе.

#### Брезона
В конце 1940 года Жоб Лоян, наряду с Калонданом, Андре Лажатом и Ивом Фавроль-Ронар'х, — разработали учение движения «Брезона»: в него входили положения о превосходстве бретонской расы, формировании национального сообщества и выдвижение наверх его элиты. Организация просуществовала недолго. Чтобы предотвратить возможный переворот в БНП, Янн Гуле появился в Нант, чтобы лично объявить исключение из партии брезонских «уклонистов». Появившись на собрании в чёрной форме с револьвером на бедре, он не заставил никого сомневаться в своих намерениях. Встреча БНП в Нанте, на которой движение Брезона надеялось взять руководство партии под контроль, прошла без инцидентов.

#### Безен Перро
Ряд бретонских националистов решили присоединиться к организации Безен Перро. Это была вооружённая группировка, возглавляемая Селестеном Лэне и Аланом Хосаффом под немецким патронажем. За всё время существования в её рядах побывало от 70 до 80 человек, а как правило её размер варьировался от 30 до 66 человек единовременно: некоторые вербовались, некоторые дезертировали. В конце войны горстка бретонских боевиков решила обратиться за поддержкой к оккупационным силам после убийства нескольких ведущих фигур бретонского культурного движения, таких как священник Аббе Перро. Первоначально группа называлась Безен Кадудал, однако убийство священника в 1943 году побудило Лэне назвать организацию его именем в декабре того же года.
Немецкие стратеги уже предполагали, что в случае вторжения союзников бретонские националисты смогут сформировать арьергард и что новые отряды националистов могут быть парашютированы в Бретань. В конце 1943 года были заготовлены схроны с оружием.

#### Стролладоу Стоурм
Стролладоу Стоурм (также известная как Багадо Стоурм), возглавляемая Янном Гуле и Аланом Луарном, была вооружённым крылом Бретонской национальной партии. Несколько бойцов отряда приняли участие в вооружённом столкновении с жителями Ландивизьо 7 августа 1943 года. Янн Гуле запретил своим людям сотрудничество с «Безен Перро».

#### Ландерно Коммандо
К апрелю 1943 года гестапо сформировало специальные подразделения для борьбы с французским Сопротивлением. В конце апреля 1944 года в Ландерно был образован отряд «Ландерно Коммандо». В его состав вошли восемнадцать немецких солдат и десять французских агентов (некоторые из которых были бретонскими сепаратистами и бывшими бойцами Сопротивления). Они сражались против отрядов маки, а также занимались пытками и казнями пленных партизан.

## Действия Сопротивления

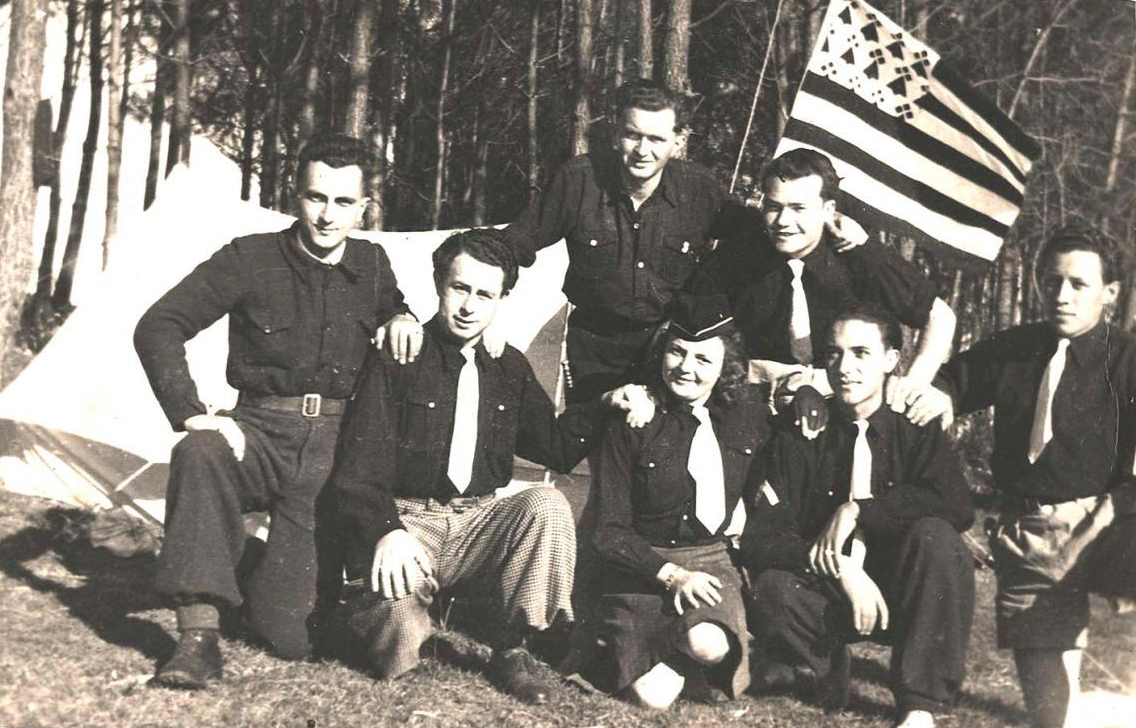
Бретонские резисторы возле Сен-Назера с флагом Бретани, вероятно, сфотографированы после Освобождения

Несколько бретонских националистов были убиты Сопротивлением в 1943 году. Самым известным из них был аббат Перро, убитый 12 декабря 1943 года Жаном Тепо, членом коммунистического сопротивления. Ранее, 3 сентября, Янн Бриклер был застрелен в своём офисе тремя членами FTP, точно так же Ив Керхоас был убит Сопротивлением, когда уходил с праздника в деревне Плувенез. Когда в 1944 году прибыли американские войска, коммунистические маки начали свои репрессивные действия. Жанна Короллер-Данио, бретонский историк, публиковавшаяся под именем Данио, была забита до смерти вместе со своим зятем Ле Минтье; маки также кастрировали братьев Тастевинт, а сёстры Мобре и их брат были зверски убиты ими в Морбиане.

## После освобождения Франции
После освобождения Франции члены БНП подлежали уголовному преследованию как коллаборационисты, а не как сепаратисты. Впрочем, пострадали далеко не все активисты. Только от 15 до 16% членов БНП предстали перед судом; обвинения были предъявлены также нескольким симпатизантам движения (не являвшимся, однако, его членами). Большинство представителей партийного руководства бежали в Ирландию или Германию, где смогли скрыться от правосудия. В отношении бретонских националистов не производилось никаких массовых репрессий, хотя сепаратисты в послевоенные годы пытались доказывать обратное; они же стремились создать более позитивный образ своих активистов, затеняя факты их сотрудничества с нацистами.
До сих пор некоторые комментаторы обеспокоены существованием «коллективной амнезии» в среде ныне активных бретонских автономистов по поводу Второй мировой войны или их попытками реабилитировать коллаборационистов.
Впрочем, сами бретонские националисты считают, что образ деятельности их предшественников во время Второй мировой войны, продвигаемый в средствах массовой информации, используется как предлог для дискредитации их культурных и политических устремлений, включая и непризнание французским правительством их языковых прав.

## Участие в движение Сопротивления
Некоторые крупные бретонские националисты ― регионалисты, федералисты и сепаратисты, ― сражались против нацистов. При этом у них были для этого разные мотивы.

### Сао Бреиз
Уже в 1940 году некоторые бретонские националисты присоединились к «Сао Бреиз», бретонскому крылу «Свободной Франции». В их число входили несколько членов Союза бретонских регионалистов (Union Régionaliste Bretonne) и ассоциации «Ар брезонег эр скол», основанной перед войной Яном Фуэре. Выходец из последней организации, де Кадене, а также некоторые из его соратников написали проект статута, представленного генералу Шарлю де Голлю, который предоставил бы Бретани ряд политических свобод после окончания войны. По словам Яна Фуэре, этот проект был близок по духу к тому, который Бретонский консультативный комитет хотел представить в 1943 году маршалу Петену. Впрочем, ни один и них так и не был реализован.

### Другие подпольные организации
Такие активисты, как Франсис Гурвиль, Юэнн Суфф-Депре и Жан Ле Мао, ― до войны были членами сепаратистских или федералистских движений, например, Бретонская автономистская партия (Parti Autonomiste Breton, PAB) или Федералистская лига Бретани (Ligue fédéraliste de Bretagne). Эти организации всегда были явно антифашистскими и критиковали крайне правых. Это привело их членов прямо в подполье. Члены других организаций присоединились к Сопротивлению в частном порядке и после войны продолжили участие в националистическом движении. Несколько членов Багадоу Стоурм основали бретонское крыло Свободной Франции на родине, были депортированы в Бухенвальд.

### Группа свободы
Для других небольших групп, таких как, к примеру, «Группа свободы» в Сен-Назере (куда входили бывшие молодые члены Багадоу Стоурм), мотивацией для присоединения к Сопротивлению стала пробританская направленность. Группа участвовала в освобождении Сен-Назера в мае 1945 года.

### Бретонские националисты, связанные с лондонским руководством Сопротивления
- Художник Рене-Ив Крестон, несмотря на его участие в L'Heure Bretonne (бретонская националистическая и антисемитская газета), был связан с сетью Сопротивления в Музее человека. Он занимался разведывательной работой на британцев. Похоже, что в октябре 1940 года он получил через Яна Фуэре записку, предназначенную для Лондона, касающуюся бретонской автономии с коротким предисловием, в котором указывается происхождение «бретонского вопроса».
- В 1940 году Олиер Мордрель, придерживавшийся явно пронацистской ориентации, тайно отправил Эрве Ле Эллоко с миссией в Англию (по каналам Сопротивления), чтобы убедить руководство Сопротивления в «союзнических взглядах» бретонского движения. Эти усилия не увенчались успехом из-за послужного списка Эллоко и реакции союзной нацистам БНП.

### На английском
- Reece, Jack E. (1977) The Bretons against France: ethnic minority nationalism in twentieth-century Brittany. Chapel Hill: University of North Carolina Press
- Biddiscombe, Perry (2001) "The Last White Terror: the Maquis Blanc and its impact in liberated France, 1944-1945", in: The Journal of Modern History, 2001
- Leach, Daniel (2008) "Bezen Perrot: the Breton nationalist unit of the SS, 1943-5"
- Leach, Daniel (2009) Fugitive Ireland: European minority nationalists and Irish political asylum, 1937-2008. Dublin: Four Courts Press

### На французском
- Le mouvement breton. Automatisme et fédéralisme. Carhaix, Éd. 'Armoricai, sans date (1937). by René Barbin
- La Bretagne écartelée. Essai pour servir à l'histoire de dix ans. 1938-1948 -. Nouvelles éditions latines. 1962. by Yann Fouéré.
- Complots pour une République bretonne -. La Table Ronde. 1967. by Ronan Caerleon
- La Bretagne contre Paris -. La Table Ronde. 1969 de Jean Bothorel
- La Bretagne dans la guerre. 2 volumes. France-Empire. 1969. by Hervé Le Boterf
- Racisme et Culte de la race.- La Bretagne réelle. Celtia. (Rennes). Été 1970.  Supplément à La Bretagne réelle N°300. par P.-M. de Beauvy de Kergalec.
- Breiz Atao -. Alain Moreau. 1973. Olier Mordrel.
- Le rêve fou des soldats de Breiz Atao. Nature et Bretagne. 1975.  by Ronan Caerleon
- Histoire résumée du mouvement breton-. Nature et Bretagne. 1977. by Yann Fouéré.
- Nous ne savions que le breton et il fallait parler français -. Mémoire d'un paysan du Léon. Breizh hor bro. 1978. by Fanch Elegoët.
- La Bretagne, Problèmes du régionalisme en France, Cornelsen-Velhagen & Klasing, Berlin 1979.
- La Bretagne sous le gouvernement de Vichy -. Edition France-Empire. 1982. by Hervé Le Boterf.
- Histoire du mouvement breton, Syros, 1982. by Michel Nicolas.
- Archives secrètes de Bretagne, 1940-1944, Rennes, Ouest-France, 1985. d'Henri Fréville
- Breizh/Europa. Histoire d'une aspiration -. Edition Ijin. 1994. Annaig Le Gars.
- Les nationalistes bretons sous l'Occupation, Le Relecq-Kerhuon, An Here, 2001. by Christian Hamon.
- L'hermine et la croix gammée. Le mouvement breton et la collaboration, Ed. Mango, 2001. by Georges Cadiou.
- Les usages politiques de la Seconde Guerre mondiale en Bretagne : histoire, mémoire et identité régionale. Marc Bergère.
- Archives secrètes de Bretagne 1940-1944 par Henri Fréville, éditions Ouest France, 2004
- De 1940 à 1941, réapparition d'une Bretagne provisoirement incomplète, un provisoire destiné à durer, bulletin et mémoires de la Société archéologique et historique d'Ille-et-Vilaine, tome CXIV. 2010. by Etienne Maignen.